# Arme légère

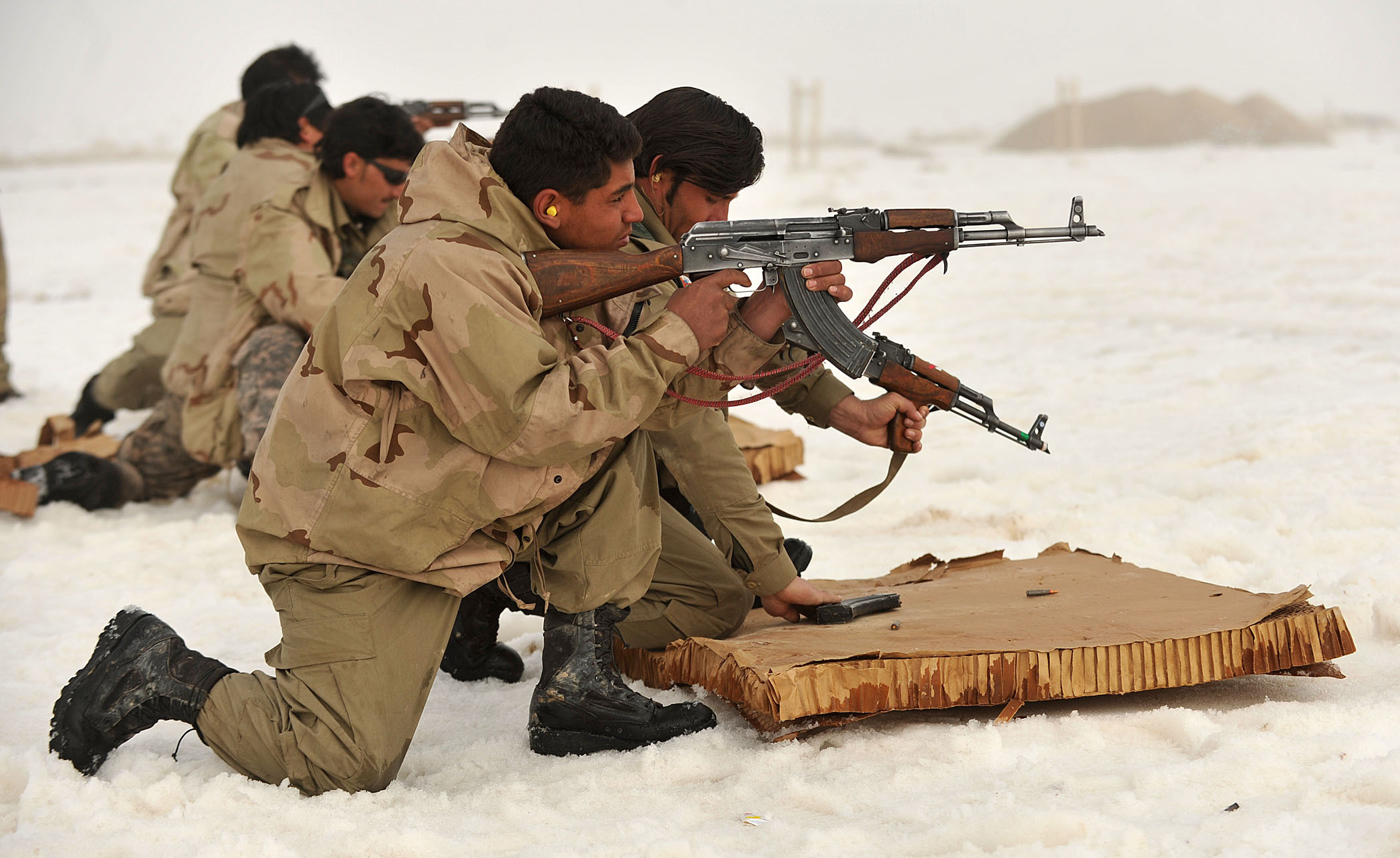
Des membres de la Police nationale afghane tirant à l'arme légère (fusil d'assaut AKM Kalachnikov).

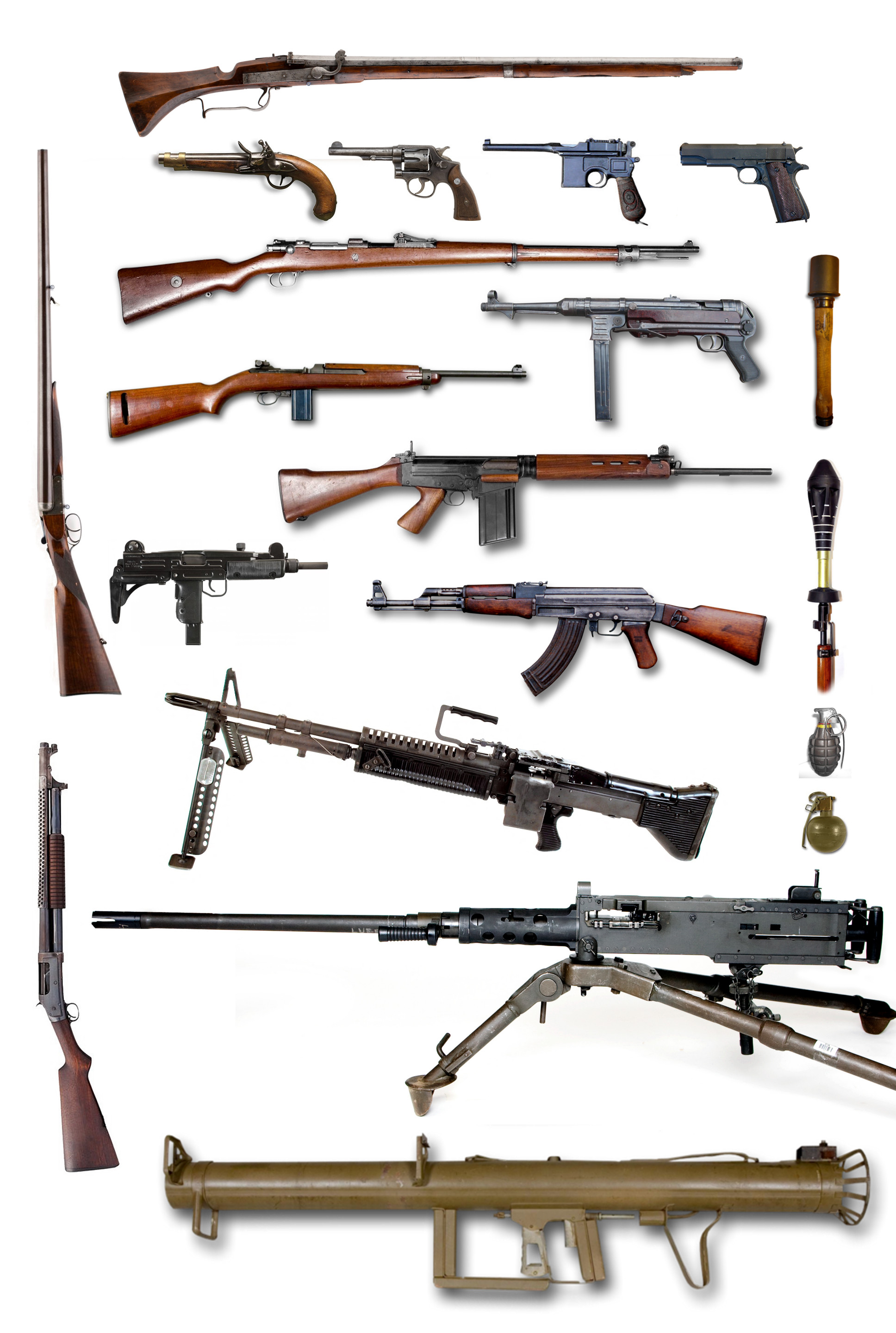
Exemples d'armes légères.

Une arme légère, par opposition à une arme lourde, est une arme qui peut être transportée et utilisée par un seul individu, sans que l'utilisation d'un support, tel un trépied, soit indispensable.
Appartiennent à cette catégorie notamment les armes individuelles comme les pistolets, les pistolets-mitrailleurs, les fusils (fusils à pompe, d'assaut, de précision…) et les mitrailleuses légères, voire les lance-roquettes manuportables.